# Physalis jaliscensis
Physalis jaliscensis är en potatisväxtart som beskrevs av Umaldy Theodore Waterfall. Physalis jaliscensis ingår i släktet lyktörter, och familjen potatisväxter. Inga underarter finns listade i Catalogue of Life.